# 쓰코역
쓰코역(일본어: 津古駅)은 일본 후쿠오카현 오고리시에 위치한 서일본 철도 덴진오무타 선의 역이다. 역 번호는 T18이다.

## 역사
- 1924년 4월 12일: 개업.
- 1961년: 역사 개축.
- 2000년: 입장 전용의 서쪽 출입구 개설.
- 2008년: IC카드 nimoca 사용 개시.
- 2017년 2월 1일: 역 번호 도입.

## 역 구조
상대식 승강장 2면 2선의 지상역이다. 승강장 유효 길이가 5량 편성분 밖에 없고, 6량 이상은 오무타 방향의 5량을 제외한 도어 컷을 실시한다. 승강장과 역사는 구내 건널목에서 연결되어 있으며 구내 건널목이 있는 역은 중심의 니시테쓰 후쿠오카(덴진) 역을 나온 뒤 본 역이 처음이다.
역사는 하행 승강장 측에만 설치되어 서쪽 개찰구는 입장만 가능하다.

## 이용 현황
| 연도 | 1일 평균 승하차 인원 |
| ---- | -------------------- |
| 2000 | 4,171                |
| 2001 | 3,925                |
| 2002 | 3,805                |
| 2003 | 3,721                |
| 2004 | 3,644                |
| 2005 | 3,632                |
| 2006 | 3,525                |
| 2007 | 3,421                |
| 2008 | 3,357                |
| 2009 | 3,159                |
| 2010 | 3,015                |
| 2011 | 2,914                |
| 2012 | 2,625                |
| 2013 | 2,642                |
| 2014 | 2,560                |
| 2015 | 2,565                |
| 2016 | 2,524                |

## 역 주변
본 역은 오고리 시 북단부로, 지쿠시노 시와 시 경계까지 200m정도의 거리이다. 역 주변 일대는 원래 농지였지만 후쿠오카 시의 베드 타운 확대로 역의 서부와 서남부의 오고리 시 지역에서는 단독 주택이 늘고 있다. 역 인근에 대규모 상업 시설과 공적 시설 등은 없으며 역 주변을 호만 강이 흐르고 있다.
- 호만 강
- 세이와 기념 병원
- 오고리 쓰코 간이 우체국
- 구와노 안과
- 구리타 이비과
- 써니 히카리가오카점

## 인접역
| 서일본 철도 ■ 덴진오무타 선             | 서일본 철도 ■ 덴진오무타 선 | 서일본 철도 ■ 덴진오무타 선  |
| --------------------------------------- | --------------------------- | ---------------------------- |
| T17 지쿠시 니시테쓰 후쿠오카(덴진) 방면 | ■ 보통                      | 미쿠니가오카 T19 오무타 방면 |